# Adolph Ditlev Jørgensen
Adolph Ditlev Jørgensen (* 11. Juni 1840 in Gråsten; † 5. Oktober 1897 in Frederiksberg) war ein dänischer Historiker, Chef des dänischen Reichsarchivs und Schriftsteller.

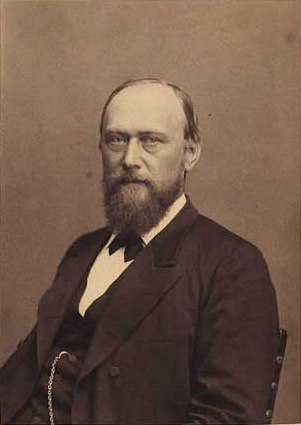
Adolph Ditlev Jørgensen

## Leben
Ab 1863 war er Gymnasiallehrer am Flensburger Alten Gymnasium,  1864 ging er nach Kopenhagen. 1869 wurde er Assistent am Reichsarchiv, 1883 Geheimer Archivar, 1889 stieg er zum Chef der dänischen Archivverwaltung auf. Deren Reorganisation einschließlich der  Errichtung von drei Provinzialarchiven zählen als dessen bleibendes Verdienst. Politisch galt er als einer der wortmächtigsten Protagonisten der  prodänischen, antideutschen Bewegung in Dänemark. Die umfangreiche Publikationstätigkeit des Mitgliedes der Königlich Dänischen Akademie der Wissenschaften wirkte sich prägend  auf die nachfolgende dänische Geschichtsschreibung aus.

## Werke
- Bidrag til Nordens historie i middelalderen (1871)
- Kong Kristian VIII. og den danske Sag i Nordslesvig (1894) und
- Die dänisch-deutsche Frage (1900, auch englisch und französisch)
- Bidrag til Nordens historie i middelalderen (Kopenh. 1871)
- Det ældste København (1872–1881, 3 Tle.)
- Den nordiske kirkes grundlæggelse og første udvikling (1874–78, 2 Tle.)
- Den nordiske kirkes grundlæggelse (1874 — 1878)
- Bidrag til oplysning af middelalderens love og samfundsforhold (1876)
- Valdemar Sejr (1879)
- Georg Zoega (1881)
- 40 fortællinger af fædrelandets historie (illustr., 1882, 3. Aufl. 1892)
- Udsigt øver de danske riksarkivers historie (1884)
- Niels Stensen (1884)
- Hans Adolf Brorson (1887)
- Regeringsskiftet 1784 (1888)
- Johannes Ewald (1888)
- Fortællinger af Nordens historie (illustr., 1892–93, 2 Bde. 2. Aufl. 1900–01)
- Peter Schumacher Griffenfeld (1893–94, 2 Bde.).
- Fru Heibergs Erindringer (1891–92, 4 Bde.)
- Historiske Afhandlinger (4 Bde.),  1898–1900
- En Redegørelse vor min Udvikling og mit Forfatterskab. Autobiographie 1901

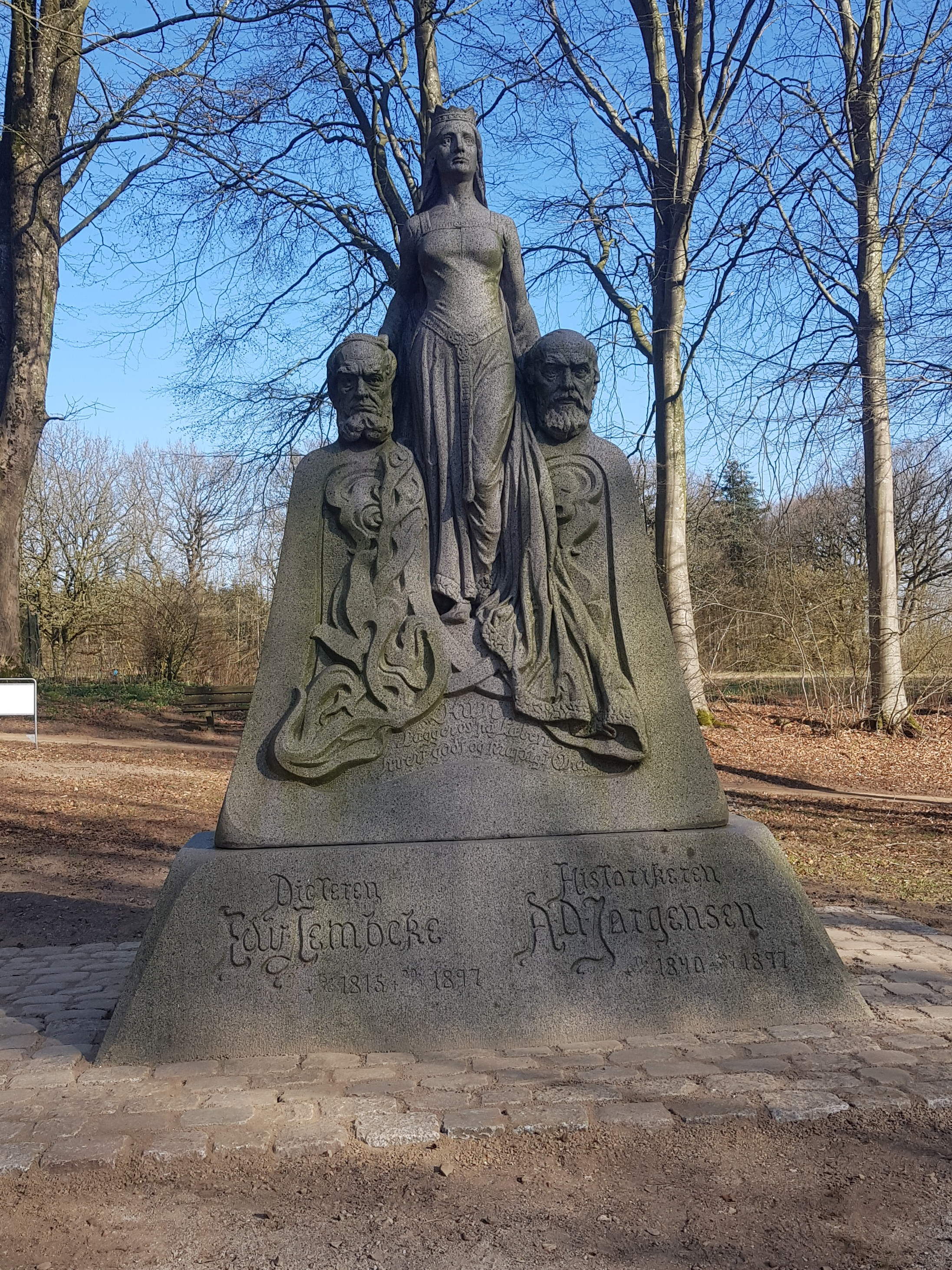